# 1969 في فنزويلا
فيما يلي قوائم الأحداث التي وقعت خلال عام 1969 في فنزويلا.

## سياسة

### انتهاء فترة المنصب
- 1 يناير – خوزيه آبرو عضو مجلس نواب فنزويلا.

## مواليد

### فبراير
- 2 فبراير – مارا كرواتو ممثلة فنزويلية.

### مارس
- 6 مارس – أنطونيو سيرمينيو ملاكم فنزويلي.

## وفيات

### أبريل
- 7 أبريل – رومولو جايجوس (مواليد 1884)